# Waniliowe
Waniliowe (Vanilloideae) – podrodzina w obrębie storczykowatych (Orchidaceae). Należy do niej 245 gatunków skupionych w 14 rodzajach, występujących na wszystkich kontynentach w strefie tropikalnej oraz w strefie umiarkowanej we wschodniej części Ameryki Północnej oraz Azji. Przez długi czas pozycja i ranga systematyczna tej grupy roślin budziła wśród systematyków długie spory, czego przyczyną jest szereg cech plezjomorficznych u jej przedstawicieli. Po raz pierwszy diagnozę naukową tego taksonu podał polski botanik – Dariusz Szlachetko w 1995. Później została ona potwierdzona w szeregu publikacjach prezentujących wyniki analiz molekularnych i morfologicznych.  
Należące tu rośliny cechują się wzrostem sympodialnym lub monopodialnym, wielu przedstawicieli to myko-heterotrofy i pnącza. Do cech charakterystycznych należą miękkie pyłkowiny, w których pyłek skupiony jest w tetrady, brak tarczek (viscidium). Pręcik pojedynczy, wygięty do przodu, pochodzący z zewnętrznego okółka pręcikowia, oraz dwa prątniczki stanowiące pozostałość okółka wewnętrznego.

## Systematyka
Pozycja systematyczna podrodziny według Angiosperm Phylogeny Website
|  | obuwikowe Cypripedioideae                                                                 |
|  |                                                                                           |
|  | \| \| epidendronowe Epidendroideae \| \| \| \| \| \| storczykowe Orchidoideae \| \| \| \| |
|  |                                                                                           |
|  | epidendronowe Epidendroideae                                                              |
|  |                                                                                           |
|  | storczykowe Orchidoideae                                                                  |
|  |                                                                                           |

|  | epidendronowe Epidendroideae |
|  |                              |
|  | storczykowe Orchidoideae     |
|  |                              |

|  | obuwikowe Cypripedioideae                                                                 |
|  |                                                                                           |
|  | \| \| epidendronowe Epidendroideae \| \| \| \| \| \| storczykowe Orchidoideae \| \| \| \| |
|  |                                                                                           |
|  | epidendronowe Epidendroideae                                                              |
|  |                                                                                           |
|  | storczykowe Orchidoideae                                                                  |
|  |                                                                                           |

|  | epidendronowe Epidendroideae |
|  |                              |
|  | storczykowe Orchidoideae     |
|  |                              |

|  | obuwikowe Cypripedioideae                                                                 |
|  |                                                                                           |
|  | \| \| epidendronowe Epidendroideae \| \| \| \| \| \| storczykowe Orchidoideae \| \| \| \| |
|  |                                                                                           |
|  | epidendronowe Epidendroideae                                                              |
|  |                                                                                           |
|  | storczykowe Orchidoideae                                                                  |
|  |                                                                                           |

|  | epidendronowe Epidendroideae |
|  |                              |
|  | storczykowe Orchidoideae     |
|  |                              |

|  | obuwikowe Cypripedioideae                                                                 |
|  |                                                                                           |
|  | \| \| epidendronowe Epidendroideae \| \| \| \| \| \| storczykowe Orchidoideae \| \| \| \| |
|  |                                                                                           |
|  | epidendronowe Epidendroideae                                                              |
|  |                                                                                           |
|  | storczykowe Orchidoideae                                                                  |
|  |                                                                                           |

|  | epidendronowe Epidendroideae |
|  |                              |
|  | storczykowe Orchidoideae     |
|  |                              |

Podział systematyczny
Plemię Pogonieae
- Cleistes Rich. ex Lindl.
- Cleistesiopsis Pansarin & F.Barros
- Duckeella Porto & Brade
- Isotria Raf.
- Pogonia Juss.

Plemię Vanilleae
- Clematepistephium N. Hallé
- Cyrtosia Blume
- Epistephium Kunth
- Eriaxis Rchb. f.
- Erythrorchis Blume
- Galeola Lour.
- Lecanorchis Blume
- Pseudovanilla Garay
- Vanilla Mill. – wanilia

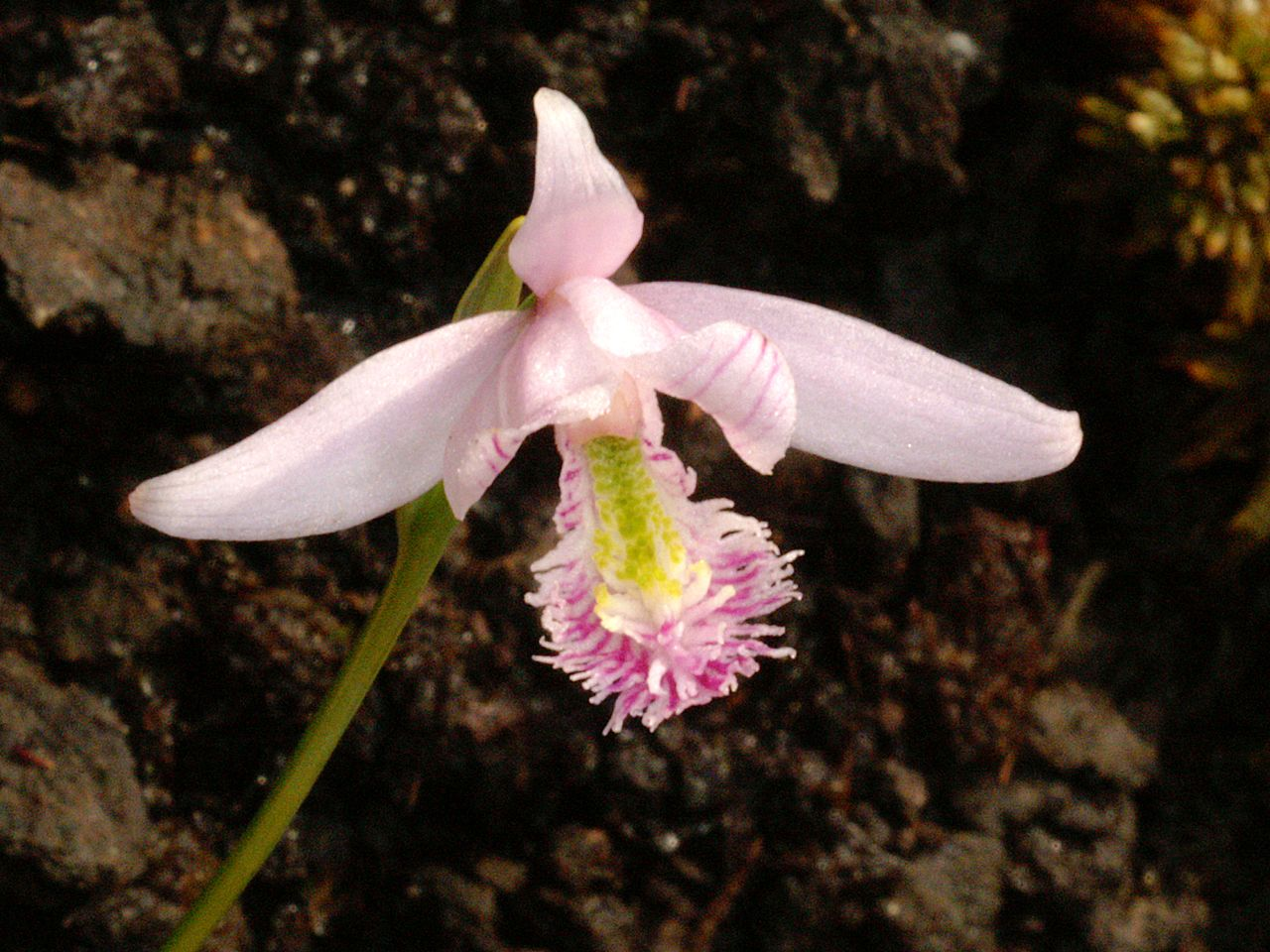
Pogonia ophioglossoides
Epistephium lucidum
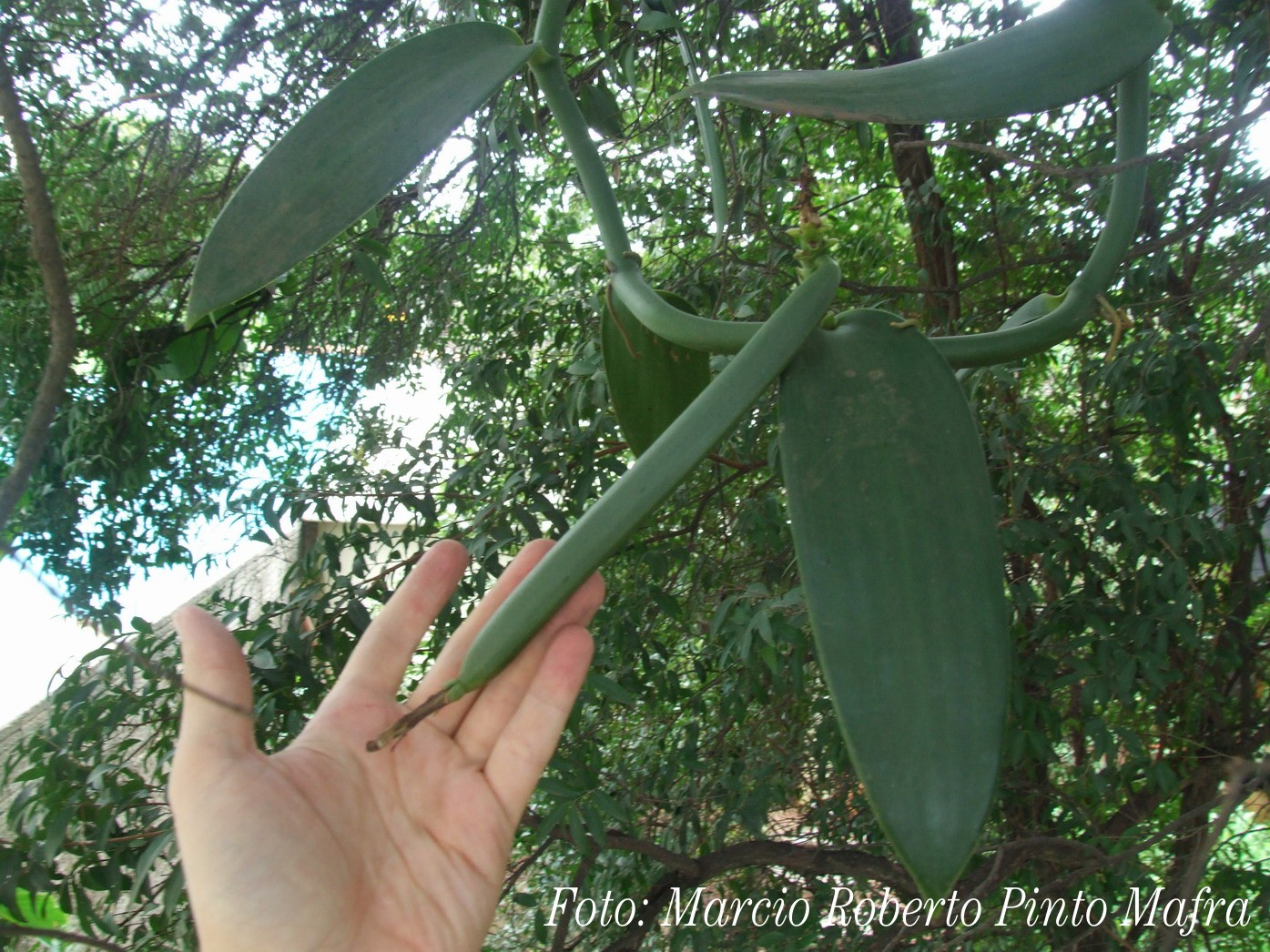
Torebka wanilii